# 알리스 디오프
알리스 디오프(Alice Diop, 1979년 ~ )는 프랑스의 영화 감독, 영화 각본가으로, 다큐멘터리 영화 감독으로 유명하다. 2017년 영화 《투워즈 텐더니스》를 통해 세자르상 단편영화상을, 2020년 영화 《우리》를 통해서는 베를린 영화제 엔카운터스 부문 작품상을 수상했다. 2022년 영화 《생토메르》를 통해 픽션 영화 감독으로서도 데뷔했으며, 이를 통해 베네치아 영화제에서 심사위원대상과 미래사자상을 수상했다.

## 작품 목록
- 투워즈 텐더니스 (2016, 다큐)
- 우리 (2020, 다큐)
- 생토메르 (2022)